# 王松 (诗人)

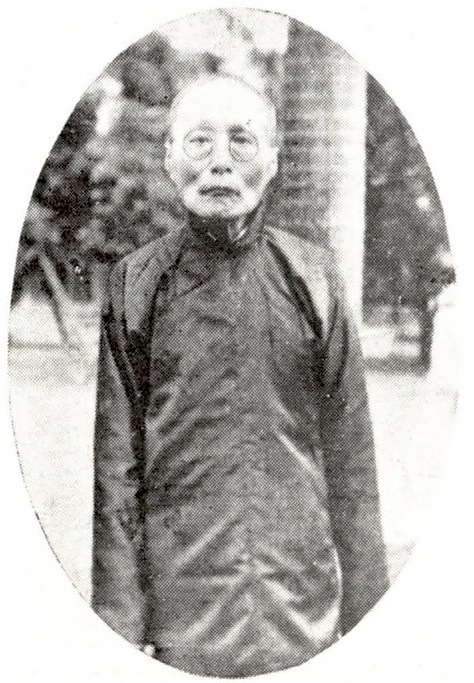
王松

王松（1866年12月22日—1930年1月6日），又名王國載，字友竹、寄生，自號滄海遺民。出生於臺灣新竹，先祖來自福建晉江。台灣清治時期末期、日治時期詩人。
王松清同治期間出生於竹塹（今新竹），未成年就展現文學才能，曾入北郭園吟社，專長詩作。1895年乙未戰爭爆發，攜眷回福建祖籍，不料隨即遭盜。1896年臺灣局勢穩定後，回竹塹北郭園吟社繼續漢詩詩文，直至去世為止共長達30年，對臺灣詩壇貢獻頗力。著作計有《臺陽詩話》、《如此江山樓詩存》、《四香樓餘力草》詩作、《內渡日記》、《餘生記聞》、《草艸草堂隨筆》雜文等。1924年中國上海出版商劉承幹曾以上述著作合刊曰《滄海遺民賸稿》。